# Lilltjärnen (Voxna socken, Hälsingland)
Lilltjärnen är en sjö i Ovanåkers kommun i Hälsingland och ingår i Ljusnans huvudavrinningsområde.